# جوني بالاسيوس
جوني إيولوجيو بالاسيوس كاتشو (بالإسبانية: Johnny Palacios) (مواليد 20 ديسمبر 1986 في لا سيبا) لاعب كرة قدم هندوراسي يلعب حاليا لصالح نادي أوليمبيا الهندوراسي . .

## مسيرته الكروية
لعب جوني بالاسيوس خلال مسيرته الاحترافية مع نادِ واحدٍ في ثلاثة عشر موسمًا وسجل خلالها 4 أهداف ضمن 240 مباراة. ولم يفز بأي موسم بالكأس وفاز في ثمانية مواسم بالدوري.
خاض جوني بالاسيوس مسيرته مع نادي ديبورتيفو أوليمبيا في موسم 2006–07 ليلعب معه ثلاثة عشر موسمًا، مشاركًا في 240 مباراة سجل خلالها 4 أهداف.

## روابط خارجية
- جوني بالاسيوس على موقع الاتحاد الدولي (مؤرشف)  (الإنجليزية)
- جوني بالاسيوس على موقع قاعدة بيانات كرة القدم.إي يو (الإنجليزية)
- جوني بالاسيوس على موقع ليكيب (الفرنسية)
- جوني بالاسيوس على موقع ناشيونال فوتبول تيمز (الإنجليزية)
- جوني بالاسيوس على موقع عالم كرة القدم.نت (الإنجليزية)
- جوني بالاسيوس على موقع كووورة
- جوني بالاسيوس على موقع أوليمبيديا (الإنجليزية)